# John McGovern (Schauspieler)
John McGovern (* 22. Februar 1902 in Providence, Rhode Island; † 28. Juli 1985 in Clinton, Connecticut) war ein US-amerikanischer Schauspieler.

## Leben
McGovern war ab 1922 am Broadway als Bühnenschauspieler tätig. Ab 1949 wandte er sich zunächst vermehrt TV-Produktionen zu und trat ab 1958 am Broadway nicht mehr in Erscheinung. Ende der 1950er-Jahre wurde er als Filmschauspieler bekannt, unter anderem in Die Vögel, Sein Name war Parrish, Mit mir nicht, meine Herren und Fieber im Blut.
McGovern war seit 1932 verheiratet mit der Schauspielerin Peggy Allenby (1896–1966). Das Paar hatte zwei Kinder.

## Filmografie (Auswahl)
- 1949:  The Ford Theatre Hour (Fernsehserie, 1 Folge)
- 1956: Die Benny Goodman Story (The Benny Goodman Story)
- 1956–1961: The United States Steel Hour (Fernsehserie, 5 Folgen)
- 1959: Mit mir nicht, meine Herren (It Happened to Jane)
- 1961: Sein Name war Parrish (Parrish)
- 1961: Fieber im Blut (Splendor in the Grass)
- 1962–1963: Wagen 54, bitte melden (Car 54, Where Are You?; Fernsehserie, 2 Folgen)
- 1962–1965: Preston & Preston (The Defenders; Fernsehserie, 3 Folgen)
- 1963: Die Vögel (The Birds)
- 1963–1964: The Nurses (Fernsehserie, 3 Folgen)
- 1964: Flipper (Fernsehserie, 1 Folge)
- 1965: Inherit the Wind (Fernsehfilm)